# Bezirk Biała

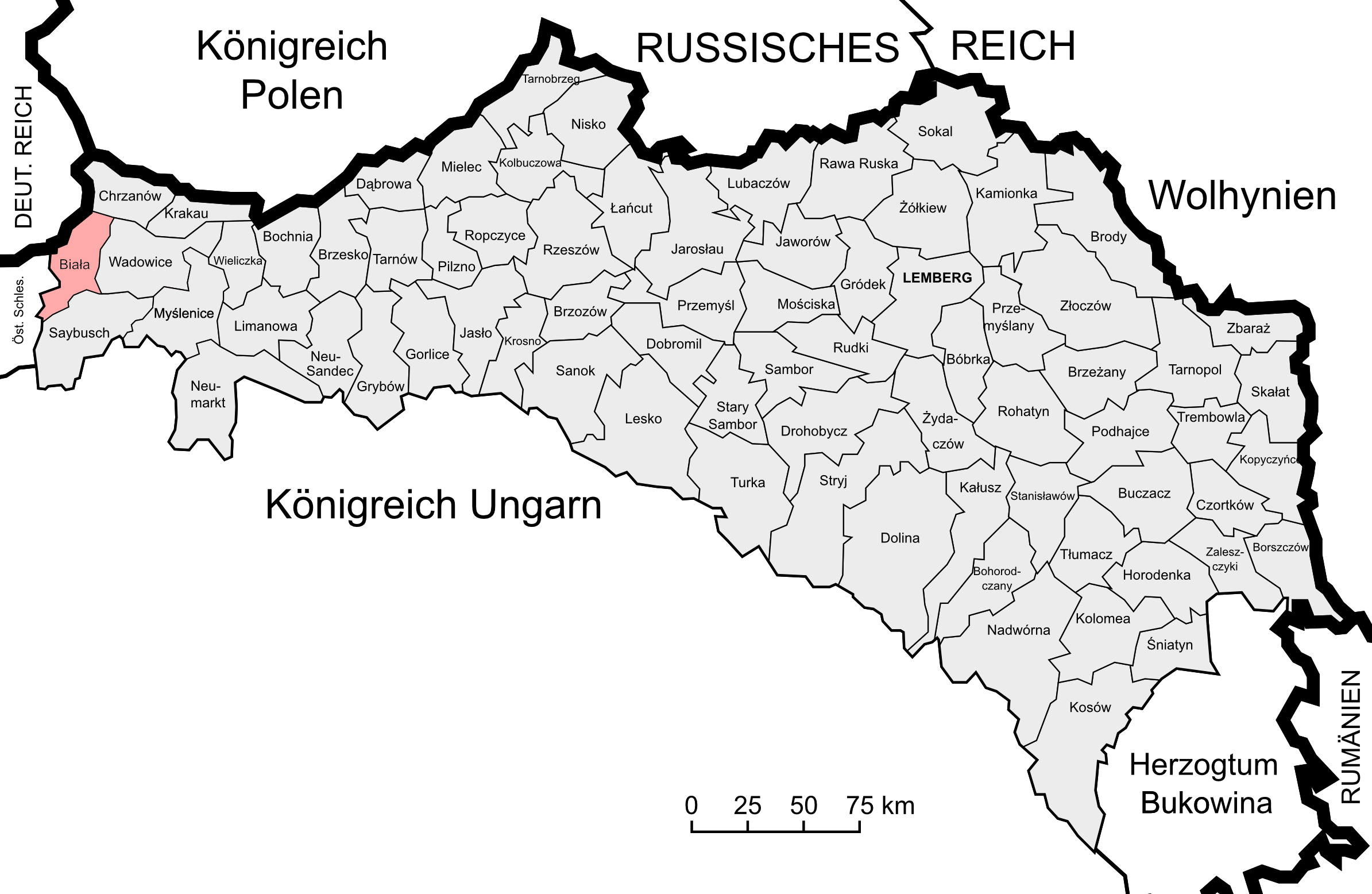
Lage des Bezirks Biała im Kronland Galizien und Lodomerien

Der Bezirk Biała (deutsch auch Bezirk Biala) war ein politischer Bezirk im Kronland Galizien und Lodomerien, formell im Herzogtum Auschwitz-Zator. Sein Gebiet umfasste die am weitesten westlich gelegenen Teile Westgaliziens in der heutigen Woiwodschaft Schlesien und Kleinpolen, Sitz der Bezirkshauptmannschaft (polnisch Starostwo Powiatowe w Białej) war die Stadt Biała (deutsch: Biala), heute ein Teil von Bielsko-Biała.
Nach dem Ersten Weltkrieg musste Österreich den gesamten Bezirk an Polen abtreten. In der Zwischenkriegszeit existierte der Bezirk ohne Territorialänderungen als Powiat bialski. Er grenzte im Nordwesten an den deutsch-schlesischen Kreis Pleß, im Norden an den Bezirk Oświęcim, im Osten an den Bezirk Wadowice, im Süden an den Bezirk Żywiec sowie im Südwesten an Österreichisch-Schlesien.

## Geschichte
Nachdem im Juni 1849 die allgemeinen Grundzüge der Gerichts- und Verwaltungsreform  durch Kaiser Franz Joseph I. genehmigt worden waren, legten die Ministerien des Inneren, der Finanz und der Justiz 1854 die neue Verwaltungs- und Justizeinteilung fest. Auf oberster Ebene wurden die beiden Verwaltungsgebiete Krakau (Westgalizien) und Lemberg (Ostgalizien) geschaffen, darunter folgten die Kreise und die Amtsbezirke. Bei den Bezirksämtern handelte es sich vorerst um gemischte Behörden, denen Aufgaben der Politik, Verwaltung und Justiz zukamen, weshalb der Amtsbezirk Biała anfangs deckungsgleich mit dem Gerichtsbezirk Biała war. Die Errichtung dieser gemischten Bezirksämter wurde schließlich per 29. September 1855 amtswirksam,
wobei der Bezirk Biała gemeinsam mit den Bezirken Andrychów, Biała, Jordanów, Kalwarya, Kenty, Maków, Milówka, Oświęcim, Seypusch, Skawina, Ślemień und Wadowice den Kreis Wadowice bildete.
Nachdem die Kreisämter Ende Oktober 1865 abgeschafft wurden und deren Kompetenzen auf die Bezirksämter übergingen, schaffte man nach dem Österreichisch-Ungarischen Ausgleich 1867 auch die Einteilung des Landes in zwei Verwaltungsgebiete ab. Zudem kam es im Zuge der Trennung der politischen von der judikativen Verwaltung zur Schaffung von getrennten Verwaltungs- und Justizbehörden. Während die gerichtliche Einteilung weitgehend unberührt blieb, fasste man Gemeinden mehrerer Gerichtsbezirke zu Verwaltungsbezirken zusammen.
Der neue politische Bezirk Biała wurde aus folgenden Bezirken gebildet:
- Bezirk Biała (Biala)
- Bezirk Oświęcim (Auschwitz)
- Bezirk Kęty (Kenty)

Der Bezirk Biała überdauerte ohne größere Änderungen bis Mai 1910, als der Bezirk Oświęcim (Auschwitz) unabhängig wurde (er umfasste auch den Gerichtsbezirk Zator aus dem Bezirk Wadowice).
Der Bezirk Biała bestand bei der Volkszählung 1910 aus 70 Gemeinden sowie 19 Gutsgebieten und umfasste eine Fläche von 464 km² (bis 1910: 635 km²).
Hatte die Bevölkerung 1900 noch 101.492 Menschen umfasst, so lebten hier 1910 86.174 Menschen.
Auf dem Gebiet lebten dabei überwiegend Menschen mit polnischer Umgangssprache und römisch-katholischem Glauben, aber der Bezirk umfasste auch einen Teil der deutschen Bielitz-Bialaer Sprachinsel (die Stadt Biała/Biala, Hałcnów/Alzenau, Lipnik/Kunzendorf und Wilamowice/Wilmesau). Wegen des Zensus-Männerwahlrechts machten Deutsche mindestens 50 % der Bezirksratsmitglieder aus. Der Bezirksrat beriet auf Deutsch. Polnische Ratsmitglieder erlangten erst im Jahre 1909 die knappe Mehrheit.
Bezirkshauptleute
- Władysław Hallauer (1870–1871)
- Jan Hild (1879–1882)
- Maciej Biesiadecki (1904–1913)
- Kazimierz Rafał Chłapowski (1918–1919)

| Jahr | Ein- wohner | Polnisch- sprachige | Deutsch- sprachige | Anders- sprachige | Römisch- katholisch | Evangelisch   | Juden         | Anders- gläubige |
| ---- | ----------- | ------------------- | ------------------ | ----------------- | ------------------- | ------------- | ------------- | ---------------- |
| 1869 | 81.664      | -                   | -                  | -                 | 74.654 (91,4 %)     | 2.750 (3,4 %) | 4.252 (5,2 %) | 8 (0 %)          |
| 1880 | 85.944      | 71.220 (83,7 %)     | 13.563 (15,9 %)    | 298 (0,4 %)       | 78.212 (91,0 %)     | 2.389 (2,6 %) | 5.310 (6,2 %) | 33 (0 %)         |
| 1890 | 92.211      | 77.623 (85,0 %)     | 13.509 (14,8 %)    | 162 (0,2 %)       | 83.687 (90,8 %)     | 2.389 (2,6 %) | 6.089 (6,6 %) | 46 (0 %)         |
| 1900 | 101.492     | 84.567 (84,2 %)     | 15.811 (15,7 %)    | 139 (0,1 %)       | 92.091 (90,7 %)     | 2.504 (2,5 %) | 6.783 (6,7 %) | 114 (0,1 %)      |
| 1910 | 86.174      | 70.988 (83,0 %)     | 14.263 (16,7 %)    | 265 (0,3 %)       | 80.908 (93,9 %)     | 2.436 (2,8 %) | 2.706 (3,1 %) | 124 (0,2 %)      |

## Ortschaften
Auf dem Gebiet des Bezirks bestanden 1910 Bezirksgerichte in Biała und Kęty, diesen waren folgende Orte zugeordnet:
Gerichtsbezirk Biała, Biala (27 Gemeinden)
- Bestwina
- Bestwinka mit den Ortschaften: Bestwinka, Kaniów Bestwiński
- Stadt Biała (Biala) mit dem Ortsteil Biała Przedmieście (Biala Vorstadt)
- Bór Łodygowski
- Bór Wilkowski
- Buczkowice
- Bystra
- Dankowice mit den Ortschaften: Dankowice, Kaniów Dankowski
- Godziska Nowa
- Godziska Stara
- Godziska Wilkowska
- Hałcnów
- Huciska
- Janowice
- Kalna
- Kaniów Stary
- Komorowice mit den Ortschaften: Bark, Komorowice
- Kozy (früher im Gerichtsbezirk Kęty)
- Lipnik mit den Ortschaften: Leszczyny, Lipnik
- Meszna
- Międzybrodzie Lipnickie
- Mikuszowice
- Rybarzowice
- Salmopol
- Straconka
- Szczyrk
- Wilkowice

Gerichtsbezirk Kęty (19 Gemeinden)
- Bielany
- Bujaków
- Bulowice
- Czaniec
- Hecznarowice
- Kańczuga
- Stadt Kęty
- Kobiernice
- Łęki
- Malec
- Międzybrodzie Kobiernickie
- Nowa Wieś
- Osiek
- Pisarzowice
- Porąbka
- Stara Wieś Dolna
- Stara Wieś Górna
- Marktstadt Wilamowice
- Witkowice